# Het Rad des Tijds
Het Rad des Tijds (vaak afgekort als 'WoT' of 'RdT') is een boekenserie in het high fantasy-genre, geschreven door de Amerikaanse schrijver James Oliver Rigney, Jr. onder het pseudoniem Robert Jordan.
Hoewel de serie in eerste instantie bedoeld was uit zes delen te bestaan zijn er uiteindelijk vijftien boeken gepubliceerd. Dit is inclusief de prequel Een Nieuw Begin. Jordan begon met het eerste boek, Het Oog van de Wereld, in 1984, waarna het in 1990 werd gepubliceerd.
Jordan stierf in 2007 terwijl hij werkte aan het laatste boek in de serie. Vanwege zijn hartziekte besloot hij zo veel mogelijk notities achter te laten zodat een andere auteur zijn werk zou kunnen voltooien. Na zijn dood koos zijn vrouw Harriet Brandon Sanderson uit om Het Rad des Tijds af te werken, maar tijdens het schrijfproces concludeerde Sanderson dat het boek te complex en uitgebreid was om in één boek te worden beschreven. Daarom werd besloten om A Memory of Light op te splitsten in drie delen, te beginnen met De Naderende Storm, gevolgd door De Torens van Middernacht en afsluitend met Het Licht van Weleer.
De boeken verenigen zowel elementen van Europese als Aziatische mythologie, dat vooral doorschijnt in culturen als die van de Aiel. Het werd ook gedeeltelijk geïnspireerd door Lev Tolstojs Oorlog en Vrede.
Het Rad des Tijds is onder andere bekend omwille van zijn grootsheid en lengte, gedetailleerdheid en het goed ontwikkelde magiesysteem, maar ook voor het groot aantal personages. Acht van de dertien alreeds verschenen delen bereikten de top van de New York Times-bestsellerslijst. Volgens een telling uit augustus 2008 had het boek wereldwijd al meer dan 44 miljoen exemplaren verkocht. Naast de boeken verscheen er ook een computerspel, een roleplaying game en een muziekalbum.
De verfilming werd officieel aangekondigd door Sony Pictures Entertainment op 20 April 2017. 

## Boeken
Onderstaande boeken zijn zowel in paperback, hardcover als in best-buy beschikbaar. De best-buy serie werd recent vervangen door een hardcover-serie. Naast de hoofdboeken schreef Robert Jordan ook een prequel, Een Nieuw Begin. In deze proloog start Aes Sedai Moiraine haar zoektocht naar de Herrezen Draak en ontmoet ze haar toekomstige zwaardhand Lan.
Op het internet verscheen enkele jaren geleden een Engels verhaal over de verzegeling van de Bres in Shayol Ghul, getiteld The Strike at Shayol Ghul.
De boeken in de serie Het Rad des Tijds in chronologische volgorde:
|         | Titel                     | Engelse Titel          | Pag. (Ned.) | Hfdst. | Woorden (Engels) | Uitgiftedatum (VS) | Proloog | Epiloog | Opmerkingen                      |
| ------- | ------------------------- | ---------------------- | ----------- | ------ | ---------------- | ------------------ | ------- | ------- | -------------------------------- |
| 0.      | Een Nieuw Begin           | New Spring             | 332         | 26     | 122.150          | januari 2004       |         |         |                                  |
| 1.      | Het Oog van de Wereld     | The Eye of the World   | 782         | 53     | 305.902          | 15 januari 1990    |         |         |                                  |
| 2.      | De Grote Jacht            | The Great Hunt         | 735         | 50     | 267.078          | 15 november 1990   |         |         |                                  |
| 3.      | De Herrezen Draak         | The Dragon Reborn      | 671         | 56     | 251.392          | 15 oktober 1991    |         |         |                                  |
| 4.      | De Komst van de Schaduw   | The Shadow Rising      | 1.040       | 58     | 393.823          | 15 september 1992  |         |         |                                  |
| 5.      | Vuur uit de Hemel         | The Fires of Heaven    | 894         | 56     | 354.109          | 15 oktober 1993    |         |         |                                  |
| 6.      | Heer van Chaos            | Lord of Chaos          | 1.054       | 55     | 389.823          | 15 oktober 1994    |         |         |                                  |
| 7.      | Een Kroon van Zwaarden    | A Crown of Swords      | 798         | 41     | 295.028          | 15 mei 1996        |         |         |                                  |
| 8.      | Het Pad der Dolken        | The Path of Daggers    | 607         | 31     | 226.687          | 20 oktober 1998    |         |         |                                  |
| 9.      | Hart van de Winter        | Winter's Heart         | 672         | 35     | 238.789          | 7 november 2000    |         |         |                                  |
| 10.     | Viersprong van de Schemer | Crossroads of Twilight | 703         | 30     | 271.632          | 7 januari 2003     |         |         |                                  |
| 11.     | Mes van Dromen            | Knife of Dreams        | 848         | 37     | 315.163          | 11 oktober 2005    |         |         |                                  |
| 12.     | De Naderende Storm        | The Gathering Storm    | 878         | 50     | 297.502          | 27 oktober 2009    |         |         | Afgemaakt door Brandon Sanderson |
| 13.     | De Torens van Middernacht | Towers of Midnight     | 949         | 57     | 327.052          | 2 november 2010    |         |         | Afgemaakt door Brandon Sanderson |
| 14.     | Het Licht van Weleer      | A Memory of Light      | 1.008       | 49     | 353.906          | 8 januari 2013     |         |         | Afgemaakt door Brandon Sanderson |
|         |                           |                        |             |        |                  |                    |         |         |                                  |
| Totalen | Totalen                   | Totalen                | 11.372      | 684    | 4.410.036        |                    | 13      | 7       |                                  |

## Uitgangspunt verhaallijn
De wereld van Het Rad des Tijds draait om de Schepper, de Duistere, de Ene Kracht, het patroon en het Rad des Tijds zelf. In het begin maakte de Schepper het Rad des Tijds, dat een patroon van Eeuwen spint en de levens van mensen gebruikt als draden in een groter geweven patroon. Het wiel wordt aangedreven door de Ene Kracht en het heeft zeven spaken, die elk een nieuw era vertegenwoordigen. De Ene Kracht bestaat uit een mannelijke en vrouwelijke helft (Saidin en Saidar), die elkaar tegenwerken, maar ook samenwerken om het wiel draaiende te houden. Personen die de Ene Kracht kunnen bereiken, worden Geleid(st)ers genoemd.
Vanaf het beginmoment was er naast de Schepper een Duistere kracht actief, die luistert naar de naam Shai’tan. De Duistere werd door de Schepper gekerkerd, zodat hij het rad nooit en te nimmer kon beroeren. In de Eeuw der Legenden dachten mannelijke en vrouwelijke geleiders een nieuwe bron van de Ene Kracht ontdekt te hebben. Met de intentie dat mannen en vrouwen nooit meer gescheiden waren om te geleiden, boorde men met goede intenties een gat naar deze bron. Men bleek echter de kerker van de Duistere aangeboord te hebben en de Duistere beroerde de wereld en het rad. Dit zorgde ervoor dat het wiel de Draak in haar patroon opnam. De Draak was de sterkste geleider en vocht voor het licht.
Vanwege de cyclus die het Rad des Tijds keer op keer doormaakt, lijkt het onmogelijk voor de voorstanders van het licht om de Duistere definitief te verslaan. De strijd tussen het Licht en de Schaduw is vanaf de schepping ontelbare keren gevochten. Iedere keer weer wist de Draak de Duistere te verzegelen van het Rad, om het dezelfde strijd enkele millennia later weer met hem aan te gaan.
De boekencyclus Het Rad des Tijds richt zich op één incarnatie van de Draak zelf. Drieduizend jaren zijn verstreken toen de oorspronkelijke Draak Lews Therin Telamon de Duistere en zijn 13 verzakers kerkerde in de Bres van Shayol Ghul. Tijdens deze kerkering wist de Duistere de mannelijke helft van de Ene Kracht te beroeren, waardoor een smet op Saidin kwam te liggen. Geleiders van de mannelijke helft van de bron waren hiermee gedoemd om krankzinnig te worden. Lews Therin en zijn 100 gezellen werden na de succesvolle kerkering van de Duistere krankzinnig en zorgden voor een catastrofe, die bekendstaat als het Breken van de Wereld.
Voor het Breken van de Wereld werd een voorspelling gedaan dat de Draak wedergeboren zou worden wanneer de Duistere op het punt zou staan om uit te breken. De Draak zou een bepaalde voorspelling vervullen en tijdens Tarmon Gai’don de Duistere bevechten. De wereld wacht op dat moment af in zowel hoop als in vrees. De Herrezen Draak zou de wereld namelijk opnieuw kunnen breken tijdens dit gevecht of als hij krankzinnig wordt.

## Hoofdpersonen
Het boek draait om Rhand Altor en zijn vrienden Mart Cauton, Perijn Aybara, Egwene Alveren en Nynaeve Almaeren. Ze vertrekken uit hun geboorteplaats Emondsveld onder leiding van de Aes Sedai Moiraine Damodred, haar Zwaardhand Lan Mandragoran en de Speelman Thom Merrilin.
Andere belangrijke personages die ze onderweg tegenkomen zijn Elayne Trakand, Min Fershaw, Faile Bashere, Aviendha, de Ogier Loial, Siuan Sanche, Elaida Sedai, Pedron Niall, de Duistere en de Verzakers.
Er zijn dan ook nog vele andere kleinere personages.
Voor meer personages, bekijk Personages uit Het Rad des Tijds

## Adaptaties

### Stripreeks
Tijdens zijn laatste levensjaren, werkte Robert Jordan samen met Chuck Dixon om een stripreeks te maken gebaseerd op zijn boeken. De strips werden gepubliceerd door Dynamite Entertainment.
Uiteindelijk adapteerde Dixon 2 boeken:
- New Spring (8 strips)
- Eye of the World (35 strips)

De strips werden tevens gebundeld in 7 stripromans, maar de verdere adaptatie bleef lang op zich wachten.
In 2023, onder impuls van de liveaction adaptatie, werd de stripadaptatie opnieuw opgepikt. Tor Books bracht de stripromans van Eye of the World opnieuw uit en in augustus 2023 kondigde Dynamite Entertainment de verdere adaptatie aan van de boekenreeks. Ze stelden Rik Hoskin aan om The Great Hunt te adapteren. Het eerste deel werd in november 2023 gepubliceerd, waarna Tor Books de eerste 6 delen bundelde in een nieuwe striproman.

### Liveaction serie
In april 2017 werd het aangekondigd dat Sony een tv-serie zal maken gebaseerd op de boekenreeks. Rafe Judkins zal verantwoordelijk zijn voor het scenario. In februari 2018 kondigde Amazon aan dat deze adaptatie exclusief zullen distribueren via Amazon Prime Video.
Seizoen 1 van The Wheel of Time ging op 19 november 2021 in première op met de release van de eerste drie afleveringen. Het tweede seizoen volgde vanaf 1 september 2023. Het derde seizoen ging in première op 13 maart 2025.
Hoewel de serie overwegend positieve recensies kreeg, bleven de kijkcijfers achter. Op 23 mei 2025 maakte Amazon daarom bekend te stoppen met de serie.

## Invloeden
Robert Jordan heeft in de cyclus van het Rad des Tijds, naast de gebruikelijke fantasythema's, zaken opgenomen die voor de lezer in het dagelijks leven herkenbaar zijn. Zo komen Noorse, Griekse, Romeinse en Keltische mythen terug in het Rad des Tijds, evenals zaken die de legende van Koning Arthur bevatten. Er is daarnaast een niet te verwaarlozen Aziatische invloed en er is een directe koppeling te leggen naar andere literatuur en de werkelijke wereld.

### Aziatische invloeden
In de cyclus van het Rad des Tijds zijn diverse Aziatische invloeden te vinden:
- Het symbool van de Aes Sedai is een aangepast Yin & Yang-symbool;
- Het spel Stenen is vrijwel vergelijkbaar met het Chinese spel Go;
- Het Shienaraanse spreekwoord Dood is lichter dan een veer, plicht is zo zwaar als een berg is een erecode die door de Samurai wordt gehanteerd;
- De zwaardoefeningen die veelal in de eerste drie delen voorkomen, hebben veel weg van de Chinese zwaardvechtkunst Wu Shu.

### Het heden
- Wanneer Rhand en Mart Rhuidean intrekken, treffen zij in het centrum de Avendesora aan. Rhand maakt de opmerking “Ik kan het best geloven dat Ghoetam 40 jaar onder de Avendesora bleef zitten om wijsheid te vergaren”. Dit is een verwijzing naar Gautama Boeddha, die zijn verlichting onder een boom vond;
- Ten slotte wordt in hetzelfde boek een verwijzing gemaakt naar het logo van Mercedes-Benz. Wanneer Egwene Tel'aran'rhiod betreedt en zichzelf naar een zaal in Tanchico droomt, ziet ze een driepuntige ster in een cirkel, die gemaakt is van onbekend materiaal en zachter is dan metaal. In diezelfde zaal treft zij skeletten van een giraffe en een olifant aan.
- De naam 'Aes Sedai' verwijst naar de mythische Aes Sídhe van Ierland, een soort Elfen of Feeën die zouden afstammen van de Tuatha Dé Danann en in ondergrondse Síd zouden wonen.

### Andere literatuur
Er zijn opvallend veel parallellen met Tolkiens boekenserie In de Ban van de Ring, waarbij namen, locaties en gebeurtenissen in het Rad des Tijds afgeleid zijn van woorden uit deze trilogie. In dit verhaal is drieduizend jaar geleden de Duistere verslagen en op het moment dat het verhaal zich afspeelt komt de Duistere weer terug uit zijn kerker. Terwijl in 'In de Ban van de Ring' Sauron drieduizend jaar eerder verslagen was maar op het moment van het verhaal weer terugkeert.
Daarnaast zijn er ook raakvlakken te ontdekken tussen het Rad des Tijds en Duin. Zowel Rhand Altor als Paul Atreides vervullen een Messias-rol, de Aiel hebben overeenkomsten met de Fremen, terwijl de Aes Sedai lijken op de Bene Gesserit.